# Viet Cong (álbum)
Viet Cong é o álbum de estreia da banda Preoccupations, e o único álbum a ser lançado sob seu nome original, Viet Cong. Ele foi lançado em 20 de janeiro de 2015 pelas gravadoras Jagjaguwar e Flemish Eye.
O primeiro single do álbum, "Continental Shelf", foi liberado para streaming em 15 de outubro de 2014. O álbum também conta com uma versão regravada de uma música anterior, "Bunker Buster". A banda embarcou em uma  turnê Norte-Americana e Europeia em apoio ao álbum.

## Recepção crítica
Em seu lançamento, Viet Cong foi bem recebido pelos críticos. No Metacritic, que atribui uma classificação de 0 a 100 baseada nas críticas profissionais, o álbum recebeu uma pontuação média de 77, com base em 23 avaliações, indicando "opiniões geralmente favoráveis". A escritora da Exclaim!, Cam Lindsay observou que "Viet Cong mantém os mesmos zumbidos e tons sombrios que assombravam Cassette, fazendo eles afundarem cada vez mais em um abismo".

### Elogios
O álbum foi um pré candidato a 2015 Polaris Music Prize.
| Publicação | Listas                              | Ano  | Classificação |
| ---------- | ----------------------------------- | ---- | ------------- |
| NME        | NME Álbuns do Ano de 2015           | 2015 | 46            |
| Stereogum  | Os 50 Melhores Álbuns de 2015       | 2015 | 45            |
| Pitchfork  | Enquete dos Leitores: Top 50 Discos | 2015 | 18            |

## Lista de faixas
| N.º            | Título                 | Duração |  |
| 1.             | "Newspaper Spoons"     | 3:02    |  |
| 2.             | "Pointless Experience" | 2:59    |  |
| 3.             | "March of Progress"    | 6:19    |  |
| 4.             | "Bunker Buster"        | 5:55    |  |
| 5.             | "Continental Shelf"    | 3:20    |  |
| 6.             | "Silhouettes"          | 4:12    |  |
| 7.             | "Death"                | 11:17   |  |
| Duração total: | Duração total:         | 37:04   |  |

## Pessoal
- Matt Flegel – baixo, vocais
- Mike Wallace – bateria
- Scott Munro – guitarra
- Daniel Christiansen – guitarra